# Krośnicka Kolej Wąskotorowa

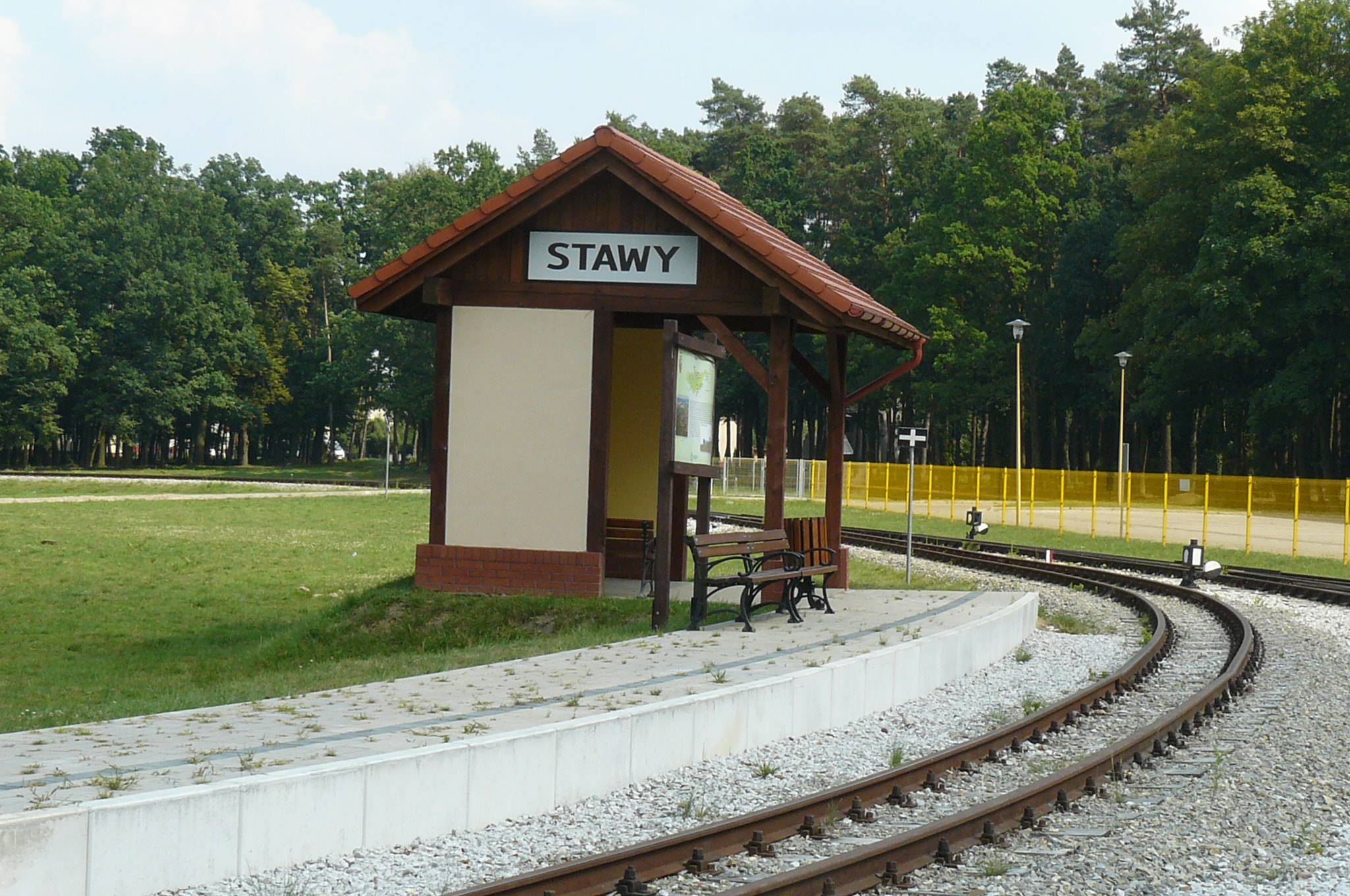
Przystanek Stawy

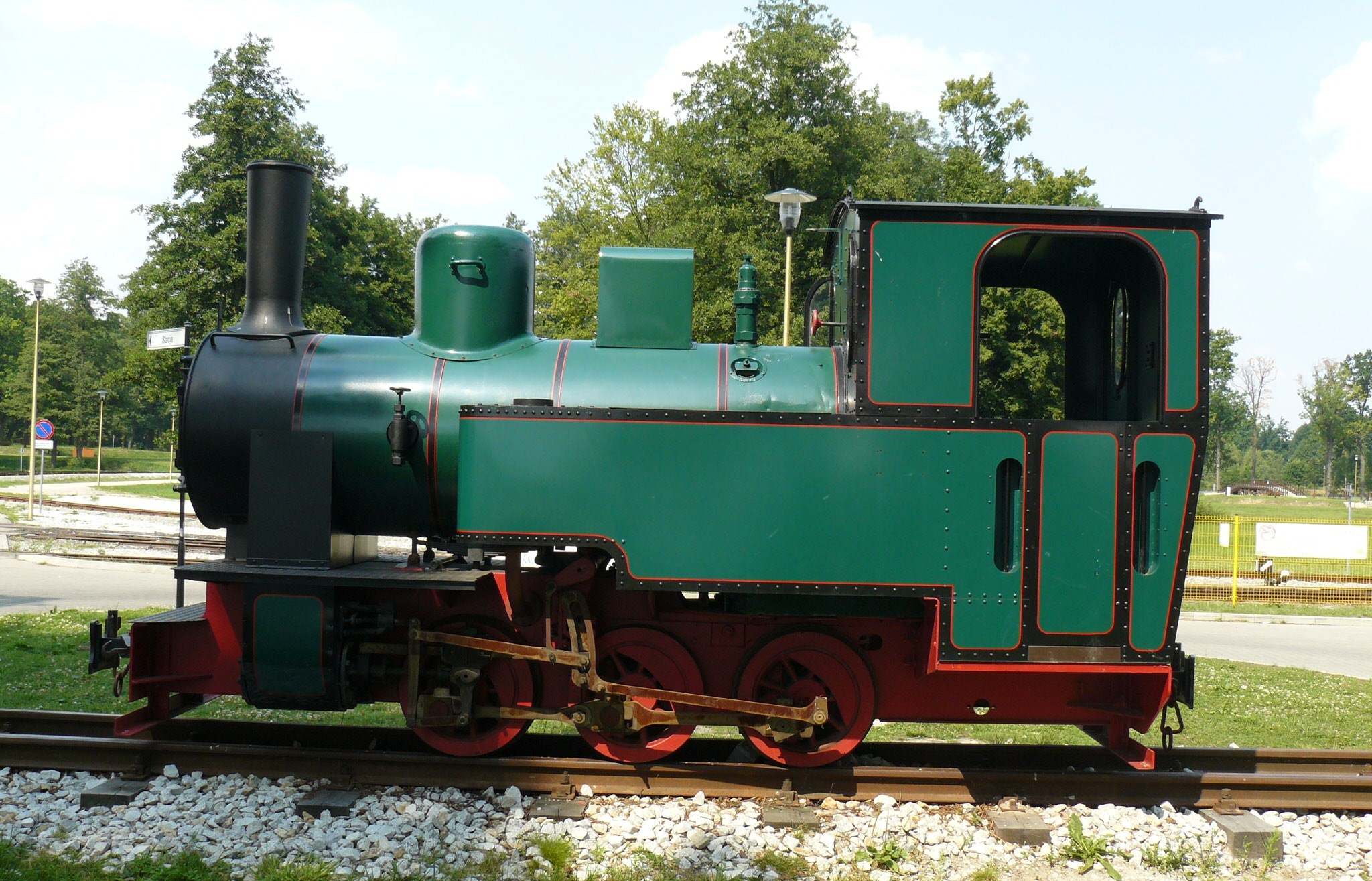
Parowóz Ty 3816

Krośnicka Kolej Wąskotorowa – wąskotorowa kolej parkowa, zlokalizowana w Krośnicach w powiecie milickim, działająca od 2013 roku na trasie długości ok. 3 km. Ruch weekendowy prowadzony jest lokomotywą parową z 2-4 wagonami, natomiast w tygodniu lokomotywą spalinową.

## Historia
Krośnicka Kolej Wąskotorowa powstała z inicjatywy gminy Krośnice, z dofinansowaniem ze środków Regionalnego Programu Operacyjnego Unii Europejskiej. W 2010 roku ogłoszono przetarg na dostawę materiałów, a w kwietniu 2011 na budowę kolei. Początkowo zakładano szerokość toru 600 mm, ostatecznie zdecydowano się na 750 mm. Szyny normalnotorowe zostały przekazane nieodpłatnie przez samorząd Województwa Dolnośląskiego. W 2012 roku wykonano naprawę główną posiadanej lokomotywy WLs75 oraz zakupiono pozostały tabor, w tym sprawny parowóz Px48. Otwarcie kolei nastąpiło 25 maja 2013 roku.
W 2019 roku kolej przewiozła 24 tysiące pasażerów, a w 2020 roku (związanym z ograniczeniami pandemicznymi) 14,4 tysiąca.

## Opis
Kolej kursuje na terenie zespołu pałacowo-parkowego dawnej rezydencji rodziny Volmersteinów w Krośnicach (obecnie siedziba urzędu gminy). Trasa ma długość około 3 km, w formie dwóch połączonych pętli o łącznej długości 2970 m, z dwoma trójkątami torowymi na ich styku. Na trasie znajduje się stacja główna Krośnice, z dwustanowiskową lokomotywownią, i pięć przystanków osobowych z umieszczonymi tablicami edukacyjnymi. Przedsięwzięcie nawiązuje do historycznego szlaku Wrocławskiej Kolei Dojazdowej, silnie związanej z krajobrazem Stawów Milickich, której trasa przebiegała na północ od Krośnic (nie przechodziła przez wieś, najbliższa stacja to Ruda Milicka).

## Przystanki
- Krośnice Wąskotorowe (dworzec z kasą, peron główny i 2 dodatkowe, 2 tory, lokomotywownia)
- Pałac Krośnice
- Park
- Stawy
- Piramida
- Pałac Wierzchowice

## Tabor

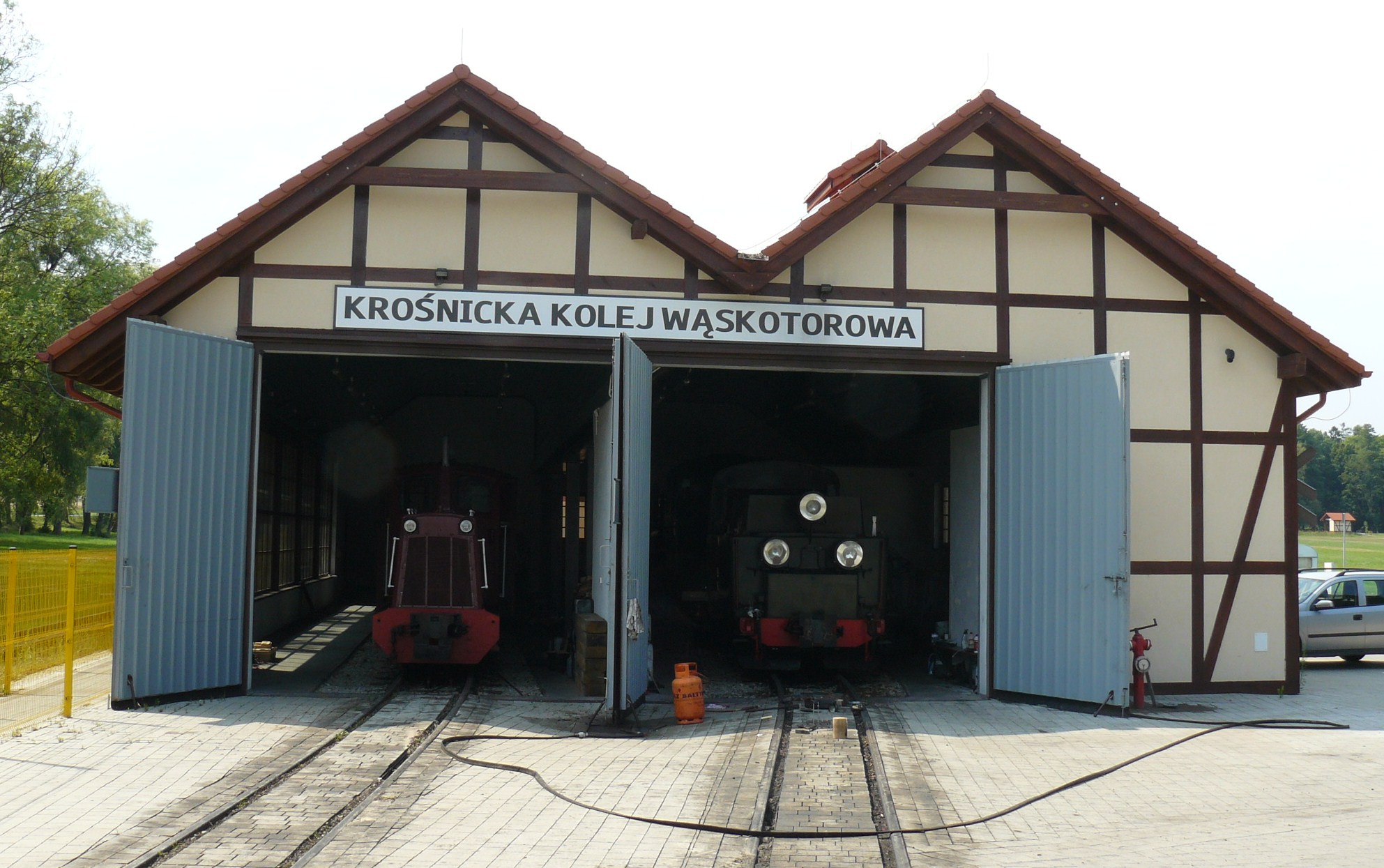
Lokomotywownia

- parowóz Px48-1907 z 1955, poprzednio kursujący na Żuławskiej Kolei Dojazdowej[4]
- dwa parowozy Las (nieczynne) na cele edukacyjno-ekspozycyjne (nr fabr. 609 o rozstawie 750 mm, ucharakteryzowany na parowóz z serialu animowanego Tomek i przyjaciele, oraz Las z kolei z Płociczna o rozstawie 600 mm)[2]
- lokomotywa spalinowa WLs75-43[4]
- lokomotywa spalinowa 803D-7220 (oznaczona jako WLs150-7220)[7]
- 4 czteroosiowe wagony letnie[4]